# Hamza Yassin
Hamza Ahmed Yassin (Sudán, 22 de febrero de 1990) es un camarógrafo y presentador de televisión de vida silvestre británico, conocido por su papel de guardabosques Hamza en el canal de televisión infantil CBeebies y su trabajo en programas como Countryfile y Animal Park, además de presentar programas sobre la vida salvaje escocesa. En 2022 ganó la vigésima temporada del concurso de la BBC, Strictly Come Dancing.

## Primeros años
Yasin nació en Sudán el 22 de febrero de 1990. Sus padres eran ginecólogos. La familia se trasladó a Northampton cuando Yassin tenía ocho años. Cuando llegó al Reino Unido, sólo hablaba cuatro palabras en inglés, empezando a aprender el idioma viendo la serie de David Attenborough. The Life of Birds. Tras ser diagnosticado como disléxico en su adolescencia, cuando estudiaba en la escuela de Wellingborough, recibió apoyo durante el resto de sus estudios. Se licenció en zoología con conservación por la Universidad de Bangor y obtuvo un máster en fotografía biológica e imagen por la Universidad de Nottingham.

## Carrera
A los 21 años, Yassin se trasladó a las Tierras Altas de Escocia para estudiar la fauna local y desarrollar su carrerar; ahora vive en Kilchoan.
Yassin es conocido por los programas de CBeebies, Let's Go for a Walk, en el papel del guardabosques Hamza, y ha escrito un libro basado en la serie. A finales de 2020, presentó Scotland: My Life in the Wild, un documental único de Channel 4 sobre su vida y la vida salvaje que habita en la península de Ardnamurchan, en las Tierras Altas de Escocia.
Yassin ha aparecido en The One Show y como presentador invitado en Countryfile, y en 2021 se incorporó a la serie de la BBC, Animal Park, sobre la vida de los cuidadores y los animales del parque safari de Longleat. Ese mismo año presentó Scotland: Escape to the Wilderness, una serie de cuatro capítulos de Channel 4 en la que llevó a cuatro famosos (Martin Clunes, Baronesa Warsi, Ben Miller y Richard Coles) a lugares salvajes de Escocia, mostrándoles la fauna local.
En 2022, apareció como concursante en la vigésima temporada de Strictly Come Dancing, formando pareja con Jowita Przystał. El 17 de diciembre de 2022, a pesar de terminar últimos en la clasificación final, fueron anunciados como ganadores de la temporada.